# Merimde
Merimde o Merimde Beni-salame fue un asentamiento neolítico situado en la zona sureste del delta del Nilo, unos cincuenta kilómetros al noroeste de El Cairo. Situación (30° 19′ N, 30° 51′ E). En este enclave se gestó la cultura Merimdense (Merimde Beni-Salame), que se corresponde en su fase posterior a la Fayum A y a la cultura Badariense. 
|  |

## Yacimiento
El yacimiento fue descubierto por Hermann Junker durante su expedición en el delta, en 1928. Junker excavó el lugar hasta 1939, pero los resultados nunca fueron publicados porque se perdió la documentación durante la Segunda Guerra Mundial.

## Asentamiento
El asentamiento lo componían pequeñas chozas semienterradas, elaboradas de esteras de juncos, con plantas de forma circular o elíptica. Unos grandes cestos enterrados servían como silos para almacenar grano. Criaban ovejas, cabras y cerdos.
No hubo una zona específica destinada a cementerio. Los muertos fueron enterrados junto al asentamiento, en hoyos ovales, en posición contraída, sin objetos funerarios y escasas ofrendas. Los cuerpos de los niños simplemente fueron arrojados en los hoyos de desperdicios.
En tiempos de la cultura Maadi el lugar fue utilizado como cementerio.

## Cerámica
La cerámica de los estratos más antiguos, elaborada delicadamente, con decoración incisa en «espina de pescado», denota relaciones con el Cercano Oriente, mientras que los objetos encontrados en los siguientes estratos indican relaciones con Nubia, al sur. La cerámica de los niveles superiores se elabora con barro y fragmentos de paja, lo que permitía obtener mayores recipientes y con formas más cerradas, como ollas y botellas.

## Arte
La incipiente actividad artística se refleja en la cerámica, las figurillas de terracota representando ganado vacuno, y la célebre cabeza de ídolo del Museo Egipcio de El Cairo.

## Comercio
Hay indicios de relaciones comerciales con las zonas centrales del Delta, basadas en el trueque, de utensilios de piedra cuyos nódulos recogían a orillas del desierto.